# High Riser
High Riser è un singolo del rapper statunitense Comethazine, pubblicato il 1º novembre 2018.

## Tracce
1. High Riser – 1:59